# Symphlebia tolimensis
Symphlebia tolimensis är en fjärilsart som beskrevs av Rothschild 1916. Symphlebia tolimensis ingår i släktet Symphlebia och familjen björnspinnare. Inga underarter finns listade i Catalogue of Life.